# آیلتون فراز
آیلتون دوس سانتوس فراز (به پرتغالی: Aílton dos Santos Ferraz) هافبک اهل برزیل است که در شهر ریودو ژانیرو و در تاریخ ۱۹ ژانویهٔ ۱۹۶۶ به دنیا آمده‌است.
آیلتون دوس سانتوس فراز در تیم‌های فوتبال فلامینگو سابقهٔ حضور دارد.